# Maddalena Gallina
Maddalena Gallina (Cremona, 1770 – Cremona, 1817) è stata un'attrice teatrale italiana.

## Biografia

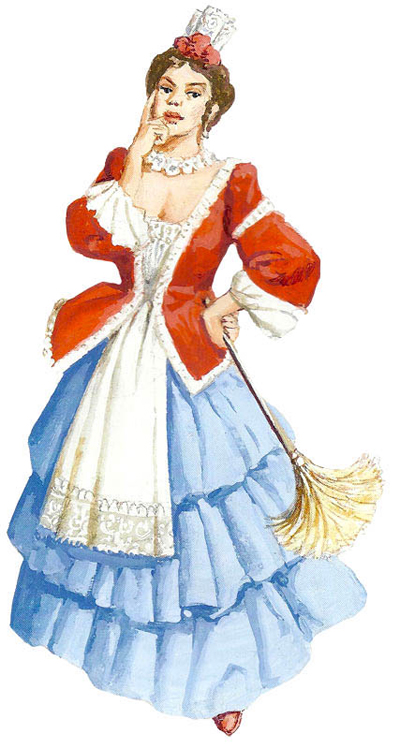
La servetta Colombina in una stampa ottocentesca

Probabile figlia di comici, nacque nel 1770 a Cremona e iniziò a recitare in giovane età, distinguendosi nel ruolo della servetta, sia nelle improvvisazioni, in italiano e in dialetto, sia nelle interpretazioni da copione, raggiungendo un modello considerato «insuperabile». Particolarmente significative furono le sue interpretazioni di commedie di Carlo Goldoni: Rosaura (La serva amorosa), Eugenia (Gli innamorati), Mirandolina (La locandiera) e le protagoniste di La serva vendicativa e La serva padrona.
Esordì e lavorò per anni con una compagnia intitolata a Maddalena Battaglia.  In seguitò fece parte delle più importanti compagnie comiche dell'epoca: Zanarini, Bianchi, Pianca, Paganini, infine la Compagnia reale italiana. 
Si esibì principalmente a Venezia, dove lavorò in particolare con Salvatore Fabbrichesi, fondatore della Compagnia reale, al Teatro San Samuele (1804-1807) e al Teatro San Benedetto (1810). Calcò le scene dei teatri di altre importanti città italiane, tra le quali Milano, Torino e Firenze. 
Dopo tre anni con la Compagnia reale, nel 1811 si ritirò a vita privata con un anonimo marito, in una villa nel cremonese, in cui sarebbe morta nel 1817 o nel 1824. Suo figlio Ercole Gallina seguì le orme materne fino alla morte del padre.